# Заречная (муниципальный округ город Нижний Тагил)
Заре́чная (ранее Бабёнки) — деревня в Свердловской области России. Входит в городской округ город Нижний Тагил.

## Географическое положение
Деревня Заречная расположена в устье  реки Бабёнки, левого притока реки Чусовой, в 68 километрах (по автодороге — в 80 километрах) к западу от города Нижнего Тагила, неподалёку от границы Екатеринбуржья с Пермским краем. Имеется брод через реку Чусовую у села Верхняя Ослянка. В настоящее время автодорожное сообщение с деревней затруднено. Деревня почти не имеет проезжих дорог для связи с ближайшими населёнными пунктами: Кыном и Нижней Ослянкой. В 1,5 километрах от деревни на берегу реки находится скала Сосун.
Деревня Заречная является самым западным населённым пунктом городского округа город Нижний Тагил и соответствующей ему одноимённой административно-территориальной единицы, а также всего Горнозаводского округа.

## История
Первое упоминание о вогульском поселении встречается в отчёте экспедиции 1692 года. А в переписи 1695 года датой основания поселения назван 1694 год. В документах 1718 года есть упоминание о деревне Бабинской на Чусовой, где архимандрит Сильвестр пытался обратить в христианство иноверцев.
В 1773 году здесь побывал этнограф-натуралист и путешественник И. Георги, который дал следующее описание народа манси в деревне Бабёнки: «В деревне 12 домов, в девяти из них живут аборигены-вогулы. Они язычники. В остальных — строгановские крестьяне, называющие свою деревню Малой заставой, так как вели досмотр проезжим по Чусовой товарам». Потому как единственным дозволенным путём из Европейской России в Сибирь была дорога через Верхотурье (где сбирались пошлины с провозимых денег и товаров), а в Бабенках, как и во многих других местах на объездных дорогах, была устроена застава, на которой осматривали проезжих, не везут ли они с собой каких товаров. Вероятно через Бабенки существовала только зимняя дорога, потому что и теперь летом проезжать в эту деревню из Кыновского завода чрезвычайно затруднительно: дорога чрезвычайно узкая, почти тропинка, извивающаяся между деревьями и каменьями.
В 1873 году ботаник Николай Сорокин дал описание путешествия в Бабёнки: «через густой хвойный лес из села Кын по чрезвычайно узкой тропинке, по пням и ямам. Деревня представляла собой несколько хат с единственной грязной улицей. Избы похожи на русские. Воголы здесь красивой наружности, высокого роста, с тёмными бородами и кучерявыми волосами на голове. Костюм русский, на родном языке не говорят, христиане, празднуют все русские праздники, хлебопашеством не занимаются, так как земли стеснены строгановскими владениями, занимаются охотой и рыбной ловлей. По местному преданию деревню основала одна баба — вогулянка, почему и поселение носит название Бабёнки» (от вогульского имени Бебяк).
До 1930 года деревня называется Бабёнки и располагалась на правом берегу реки Чусовая.
В период коллективизации с 1931 года деревня полностью уже на левом берегу и стала называться Заречной. Деревня была одной из последних деревень чусовских вогулов (манси).
В настоящее время на месте бывшей деревни Бабёнки на правом берегу реки Чусовая (напротив деревни Заречной) был установлен большой деревянный крест.

## Население
| 2002 | 2010 |
| ---- | ---- |
| 22   | ↘17  |

В 1773 году в Бабёнках было 12 дворов, из которых в девяти жили вогулы, а в трёх остальных Строгоновские крестьяне.
В 1873 году жителей в Бабенках было всего 47 (24 мужского и 23 женского пола).
Согласно Б. В. Дидковского «Список населённых пунктов Уральской области» в Бабёнках Кыновской волости в 1926 году было 33 хозяйства с населением 193 человека, и все они названы русскими. А в 1931 году деревня уже именовалась Заречной с тем же числом дворов и жителей, магазином и почтой. В 1992 году проживало только 9 семей, остальные дворы пребывали в запустении.